# Nempont-Saint-Firmin
Nempont-Saint-Firmin là một xã trong tỉnh Pas-de-Calais, vùng Hauts-de-France, Pháp.

## Địa lý
Nempont-Saint-Firmin ở thung lũng sông Authie, giáp với tỉnh Somme, khoảng 8 mile (13 km) về phía nam Montreuil-sur-Mer, trên tuyến N1.

## Dân số
| 1962                                                              | 1968 | 1975 | 1982 | 1990 | 1999 | 2006 |
| ----------------------------------------------------------------- | ---- | ---- | ---- | ---- | ---- | ---- |
| 141                                                               | 156  | 158  | 163  | 160  | 166  | 198  |
| Số liệu điều tra dân số tính từ năm 1962, dân số chỉ tính một lần |      |      |      |      |      |      |

## Địa điểm nổi bật
- The 18th century church of St.Firmin.